# أورلاندو كانيزاليس
أورلاندو كانيزاليس (بالإنجليزية: Orlando Canizales)‏ مواليد 25 نوفمبر 1965 في تكساس، مقاطعة ويب، الولايات المتحدة، هو ملاكم أمريكي يصنف ضمن فئة وزن الديك بدأ مسيرته الاحترافية سنة 1984. حقق بطولة الاتحاد الدولي للملاكمة.

## إحصائيات
خاض خلال مسيرته 57 نزالا، فاز في 50 وتعادل في 1 وخسر في 5. فاز بالضربة القاضية في 37 نزالا.

## روابط خارجية
- أورلاندو كانيزاليس على موقع بوكس ريك (الإنجليزية) (registration required)